# لوئیس مک‌اینگلا
لوئیس مک‌اینگلا (انگلیسی: Luis Minguela؛ زادهٔ ۵ ژانویهٔ ۱۹۶۰) بازیکن فوتبال اهل اسپانیا است.
از باشگاه‌هایی که در آن بازی کرده‌است می‌توان به باشگاه فوتبال رئال وایادولید اشاره کرد.
وی همچنین در تیم‌های ملی فوتبال زیر ۲۱ سال اسپانیا و اسپانیا بازی کرده‌است.